# Kriegskind (Deutschland)

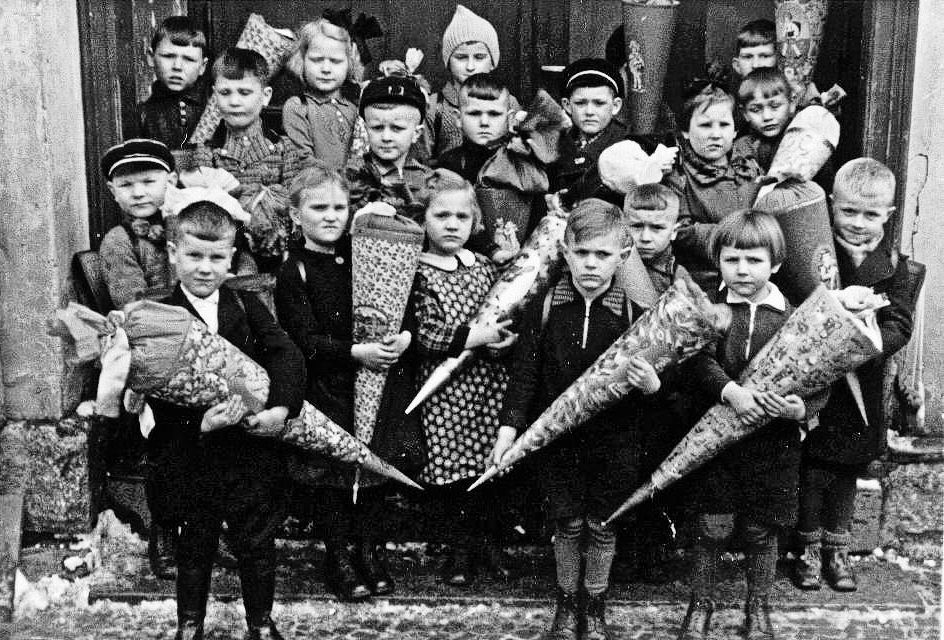
Einschulung im Krieg (1940)
mit Schultüten

Als Kriegskind wird in Deutschland eine erwachsene Person bezeichnet, deren Kindheit durch den Zweiten Weltkrieg und die damit verbundenen Erlebnisse direkt oder indirekt geprägt wurde. Dazu gehören auch Kriegstraumata. Der Begriff hat sich in Deutschland durch eine inzwischen große Zahl wissenschaftlicher und populärwissenschaftlicher Veröffentlichungen etabliert, die insbesondere seit den 1990er Jahren erschienen. Sie beschreiben aus verschiedenen Perspektiven, sich je anderer Methoden bedienend und mit unterschiedlichen Stilmitteln, dieselben Phänomene. Bisher hat die Literatur zu diesem Thema keine allgemeingültige und verbindliche Definition hervorbringen können. Einigkeit besteht allerdings in der Überzeugung, dass die Folgen der Kriegskindheit über viele Jahrzehnte spürbar bleiben, zum Teil mit zunehmendem Alter wieder anwachsen und oft „stumm“ an die nachfolgenden Generationen weitergegeben werden.

## Begriff Kriegskind
„Krieg hört nicht auf, wenn die Waffen schweigen.“ Auf diese einfache Formel brachte Sabine Bode die Kriegsfolgen für die Gesundheit der Menschen, als sie 2015 aus Anlass des siebzigsten Jahrestages der Befreiung von dem Fernsehsender Phoenix eingeladen war, am Beispiel der Kriegsenkel über die Frage zu sprechen, „wie wir den Krieg bis heute spüren“. In dieser Gesprächsrunde – neben Bode nahmen Katrin Himmler, Randi Crott und Jens Orback teil –, gab keiner der Beteiligten eine Definition der beiden im Vordergrund stehenden Begriffe Kriegskinder und -enkel. Katrin Himmler benannte jedoch ein wichtiges Charakteristikum der „allermeisten“ Kriegskinder in Deutschland, als sie erwähnte, dass sie „nicht allein durch den Krieg“, sondern „auch durch die nationalsozialistische Erziehung“ geprägt wurden. An einer Definition versucht hatte sich Matthias Lohre bereits 2014: „Für die zwischen 1930 und 1945 Geborenen hat sich der Begriff ‚Kriegskinder‘ etabliert: zu jung für den direkten Fronteinsatz, aber alt genug, um Hunger, Vertreibung und Bombenangriffe zu erleiden, den Verlust von Angehörigen, Trennungen und Todesangst.“

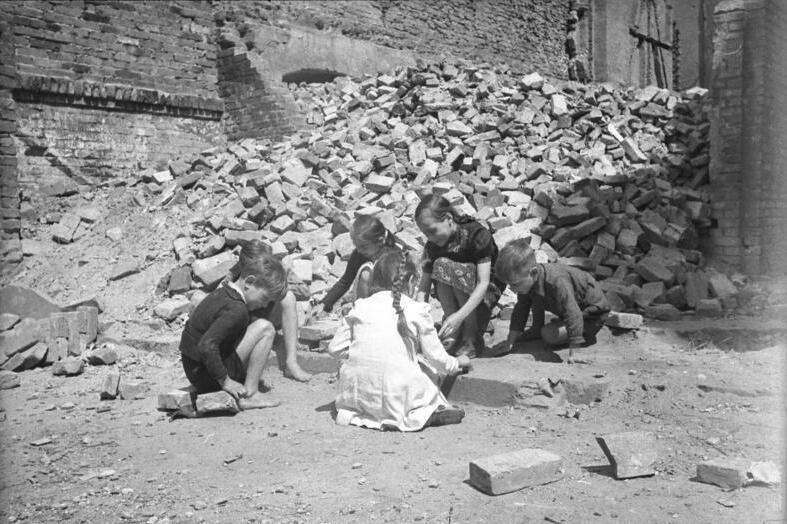
Berliner Kinder spielen in Ruinen (1948)

Unstrittig zielt der Begriff auf eine Generation, die einen Teil ihrer Kindheit in Deutschland während des Zweiten Weltkrieges verbracht hat, „für die – ohne von organisierter Vernichtung bedroht zu sein – Erfahrungen von Gewalt, Trennung und Verlust zum Teil lebenslang prägend waren“. Nicht einig sind sich die verschiedenen Autoren über die betroffenen Geburtsjahrgänge. Manche Autoren wollen auch die kurz nach dem Krieg geborenen Kinder einschließen, denn noch 1950, schreibt die Publizistin Sabine Bode, „wohnten in Westdeutschland neun Millionen Kinder ‚unzulänglich, oft menschenunwürdig‘“ und noch Jahre später haben die Kriegskinder und ihre jüngeren Geschwister vielerorts in Kriegsruinen gespielt. Aber auch am anderen Ende der Skala der zu berücksichtigenden Geburtenjahrgänge gibt es keine Einigkeit. Während Matthias Lohre und andere die bereits im Jahr 1930 geborenen Kinder einbeziehen, fasst Michael Ermann den Begriff für seine Studien enger und bezieht ihn auf das „Schicksal der Generation von nichtjüdischen Deutschen […], die im Zweiten Weltkrieg geboren wurden.“ Jüdische Kinder, die weder deportiert noch ermordet worden waren, werden gemeinhin nicht unter diesem Begriff gefasst – für sie wird in der Regel der Begriff Überlebende verwendet –, weil sie durch die Notwendigkeit, unter zusätzlicher Lebensgefahr versteckt leben zu müssen, weiteren und sehr spezifischen Belastungen ausgesetzt waren. Darüber berichtete Anne Frank in ihrem Tagebuch, das 1950 in Deutscher Übersetzung veröffentlicht worden war.

„Kennzeichnend für die Generation der sogenannten ‚Kriegskinder des Zweiten Weltkrieges‘ ist, dass sie bis Anfang der 1990er Jahre hinsichtlich ihres spezifischen Entwicklungshintergrundes weder in der wissenschaftlichen Forschung noch im öffentlichen Bewusstsein und nicht einmal von den Betroffenen selbst Beachtung erfahren hat.“

Es kann nicht davon ausgegangen werden, dass der Begriff in den Landessprachen anderer europäischer Länder mit vergleichbaren Inhalten gefüllt ist. So fassen beispielsweise das englische war children ebenso wie das französische enfant de la guerre den Begriff enger und verwenden ihn als Synonym für Besatzungskind. Im Fokus der Betrachtung steht dabei die Tatsache, Kind einer einheimischen Mutter und eines Besatzungssoldaten zu sein und die damit verbundenen Implikationen.
Auch in Deutschland haben sich neben dem Besatzungskind weitere Begriffe für die Kriegskindgeneration entwickelt, die ihren Schwerpunkt auf je andere Teilaspekte des Erlebens richten. Dazu gehören beispielsweise die Kinder des Lebensborn, die Kinder der Zwangsarbeiterinnen oder auch die sogenannten Wolfskinder, die, elternlos geworden, im Baltikum aufwuchsen und dort ihre Herkunft verbergen mussten. Andere Schwerpunkte werden gesetzt, wenn speziell Kriegswaisen oder Kinder betrachtet werden, die aus kriegsbedingten Vergewaltigungen ihrer Mütter entstanden sind. Die überdurchschnittlich oft vaterlos aufgewachsenen Kriegskinder von verheirateten Eltern, die ihren Vater im Krieg verloren und ihn zum Teil nie kennen gelernt hatten, stellen eine weitere Gruppe dar, die spezifische Merkmale aufweist, ebenso wie jene Kinder, die ihre Väter erst nach Kriegsende oder nach Entlassung aus der Kriegsgefangenschaft kennen lernen konnten.
Eine inzwischen umfangreiche Literatur befasst sich mit der Holocaust-Nachfolgegeneration, im Einzelnen mit den Kindertransporten nach Großbritannien, der Rettung jüdischer Kinder durch die Kinder- und Jugend-Alijah oder ihrer Betreuung durch das Schweizer Hilfswerk für Emigrantenkinder. Die Psychologin Sandra Konrad hat in ihrem Buch Jeder hat seinen eigenen Holocaust die Folgen der Traumatisierungen jüdischer Frauen speziell für deren Töchter und Enkelinnen beschrieben.
Zu erwähnen ist schließlich eine weitere Gruppe von Kriegskindern, die wegen ihrer speziellen Zugehörigkeit zu den Heimatvertriebenen in der Regel nicht als Kriegskinder bezeichnet werden. Denn die Vertriebenen insgesamt waren – im Gegensatz zu den Kriegskindern im Allgemeinen – in der Nachkriegszeit „im Westen des geteilten Landes ein unüberhörbares öffentliches Thema“. Darüber hinaus werden die Kriegskinder des Ersten Weltkrieges in der einschlägigen Literatur regelmäßig nicht unter diesen Begriff subsumiert, obwohl auch sie im eigentlichen Wortsinn als solche zu bezeichnen wären.
Nach jahrelangen Bemühungen, für die Kriegskinder Gemeinsamkeiten zusammenzutragen, kommt der Psychoanalytiker Michael Ermann in seiner Abschiedsvorlesung anlässlich seiner Emeritierung im März 2009 zu folgendem Schluss: „‚Die‘ deutschen Kriegskinder gibt es nicht. Die Schicksale sind viel zu unterschiedlich. […] All das erfordert eine individuelle Betrachtung und fügt sich kaum einer Verallgemeinerung.“ Wenn es aber etwas gibt, was „die verschiedenen Schicksale mit einander verbindet – die im Osten und die im Westen, die im Norden und die im Süden, die Bombennachtskinder und die Flüchtlingskinder“, dann wäre es ein eklatanter „Mangel an Erschrecken und Betroffenheit über das eigene Schicksal!“
Im Januar 2021 äußerte sich Barbara Stambolis, Professorin für Neuere und Neueste Geschichte an der Universität Paderborn, über die „Kinder des Krieges“. Sie hätten – wie ihre Eltern und geplagt von Scham und Schuldgefühlen – lange Jahre nicht über das Erlebte sprechen können. Mit den Enkeln sei das leichter. In einer vom MDR beauftragten Studie habe sich gezeigt, dass die Generation der Kriegskinder deutlich häufiger als nachfolgende Generationen mit ihrem Leben zufrieden ist.

## Geschichte
Ermann, der sich selbst als „typisches Kriegskind“ bezeichnet, brachte im Jahr 2003, also fast 60 Jahre nach Kriegsende, an der Münchener Universität das – durch einen international und prominent besetzten wissenschaftlichen Beirat begleitete – Projekt Kriegskindheit auf den Weg, das 2009 mit einer Reihe wissenschaftlicher Veröffentlichungen abgeschlossen wurde.

„Es gibt angesichts der überwältigenden Zahl von Kriegskindern, die im Laufe der Jahrzehnte psychotherapeutisch behandelt wurden, eine kaum nennenswerte Fachliteratur, die sich mit den Traumatisierungen und der Identitätsproblematik der Kriegskinder befasst, und die vorhandene wurde kaum rezipiert.“

Breite öffentliche Aufmerksamkeit fanden die Folgen des Kriegserlebens bei Deutschen in dem von Alexander und Margarete Mitscherlich 1967 veröffentlichten Buch Die Unfähigkeit zu trauern. Auch wenn sie in erster Linie Erwachsene im Blick hatten, waren sie doch Impulsgeber für spätere Forschungen über Kriegskinder, bei denen sich die von den Mitscherlichs benannten Symptome wiederfanden. Die Unfähigkeit zu trauern, so schrieben sie, habe ein Verhalten hervorgebracht, das von „Verleugnungen bestimmt“ gewesen wäre, wodurch sich das „Selbstvertrauen unsicherer, als es sein könnte“ entwickelt habe.
Weitere 20 Jahre vergingen, ehe die Kriegskindheit Ende der 1980er Jahre als Thema in den öffentlichen Diskurs geriet. Warum so viel Zeit ins Land gehen musste, wird verschiedenen Faktoren zugeschrieben. Ermann erinnert an „Schuldgefühle […] als Folge des Holocaust“ und an die „Verweigerung der Erinnerung während der Jahre des Wirtschaftswunders“. Schließlich sei die „traumaspezifische Abwehr zu berücksichtigen“. Die Journalistin Hilke Lorenz sprach davon, die Kriegskinder wären in eine „Geschichtslücke gefallen“. Und die Autorin Alexandra Senfft, Enkelin des Kriegsverbrechers Hanns Ludin, erinnerte an die Tabus: „Sich mit den Verbrechen der eigenen Verwandten auseinander zu setzen tut weh, es macht Angst und traurig.“ Das „Schlimmste zu denken war in meiner Familie ein Tabu.“
„Politisch brisanter“ dürfte der gefürchtete „Vorwurf von Shoa-Überlebenden“ gewesen sein, „der Blick auf die Kriegskinder“ könnte dazu führen, „den Mord an den Juden zu relativieren“. Gegen ein solches Vorhaben „verwahrte sich“ der Vertreter der Jüdischen Gemeinde im Jahr 2005 auf dem ersten interdisziplinären Kongress in Frankfurt, der sich den Kriegskindern gewidmet hatte. In der Antwort wurde klargestellt, dass es „nicht darum ging, eine ‚Opferkonkurrenz‘ aufzumachen, sondern im Gegenteil die eigenen Erfahrungen differenziert in das europäische Gedächtnis einzuordnen sowie das Leiden an dem Verschweigen der ‚Taten‘ durch die Elterngeneration zu benennen.“ So befasste sich Sabine Bode später in ihrem Buch über die Kriegsenkel auch nicht zufällig in einem gesonderten Abschnitt mit der Frage, „Wie aus Tätern Opfer wurden“.

„Es ist eine schwerwiegende Herausforderung, bei der Erkundung der deutschen Kriegskindheit niemals zu vergessen, dass das Grauen und Chaos auf Entscheidungen und Entwicklungen beruht, die vom deutschen Volk selbst herbeigeführt worden sind. Diese Spannung auszuhalten birgt allerdings die Chance zu innerem Wachstum.“

Für die Abstinenz der Psychodiagnostik wurde darauf verwiesen, dass die Diagnose der Posttraumatischen Belastungsstörung (PTBS) erst 1980 in das Diagnosemanual DSM III aufgenommen wurde. Mit zeitlicher Verzögerung von weiteren knapp 10 Jahren begannen die Veröffentlichungen über die psychischen Folgen einer Kriegskindheit zuzunehmen. Seitdem haben zahlreiche Autoren sehr persönlich über ihre eigene Kriegskindheit berichtet, sich allgemeiner dieses Themas angenommen oder auch begonnen, wissenschaftliche Studien zu veröffentlichen.
70 Jahre nach Kriegsende stellte Bode aber fest, dass zwar inzwischen eine „akademische Aufarbeitung“ stattgefunden habe – durch Vertreter verschiedener wissenschaftlicher Disziplinen –, doch jetzt erst beginne eine „emotionale Aufarbeitung“. Auch Katrin Himmler ist überzeugt, dass „wir das in den Familien noch nicht verarbeitet haben“. Wer sich darum bemüht, wird früher oder später mit der Frage nach der eigenen Identität konfrontiert. Christa Müller machte darauf aufmerksam, dass der „Weg zu einer reifen nationalen wie individuellen Identität […] eine selbstkritische Auseinandersetzung mit den weitreichenden Einflüssen der Geschehnisse im nationalsozialistischen Deutschland, im Zweiten Weltkrieg und in der Nachkriegszeit“ voraussetze. Für Raed Saleh kreisen die Diskussionen über den Begriff um eine Frage, „die ungeklärt geblieben“ sei: „Wie definiert Deutschland seine nationale Identität“? Wir müssten sie, schlug er vor, „neu definieren“:

„Wir sind das Land, das für Fleiß und harte Arbeit steht. Für Soziale Marktwirtschaft und gesellschaftlichen Ausgleich. Für preußische Toleranz und für Vielfalt. Wir sind das Land, das sich den Abgründen seiner Geschichte stellt.“

„AfD-Politiker fordern das Ende der Erinnerungskultur in Deutschland und sie sind nicht die Einzigen.“ Über die Frage von Für und Wider hat Ulrich Gineiger im Deutschlandfunk unter dem Titel „Es muss auch mal Schluss sein“ – Erinnerungskultur in Deutschland am 18. Februar 2017 eine Reportage veröffentlicht, in der Vertreter beider Positionen zu Wort kamen. Im Vordergrund standen „alte Menschen […], die über ihre traumatischen Erlebnisse aus der Nazizeit“ und ihr spätes Erinnern berichteten. Daneben sprachen die Leiter verschiedener kultureller Einrichtungen und Gedenkstätten über ihre Erfahrungen mit dem Publikum. Auch das Projekt Stolpersteine des Künstlers Gunter Demnig, das internationale Aufmerksamkeit erfährt, erhielt in der Reportage seinen Platz.

## Nationalsozialistische Erziehung
Die Erziehung im Nationalsozialismus war die Basis, auf der nicht alle, aber die meisten Kriegskinder in Deutschland mit dem Krieg und seinen Auswirkungen konfrontiert wurden. 1934 hatte Johanna Haarer im Münchner J. F. Lehmanns Verlag einen Ratgeber zur Säuglingspflege veröffentlicht, der bis Kriegsende in zehnter Auflage erschien: Die deutsche Mutter und ihr erstes Kind. Mit Veränderungen, die Herkunft und Ideologie verschleiern und das Ersterscheinungsjahr nicht zu erkennen geben, ist es später erneut erschienen; im Jahr 1987 in letzter Auflage. In ihrer differenzierten Analyse dieses und eines weiteren Erziehungsbuches von Haarer kommt Sigrid Chamberlain zu dem Schluss, dass die von Kälte, Härte und Indifferenz geprägte Erziehung in der Zeit des Nationalsozialismus und den frühen Nachkriegsjahren einzig einem „nahtlose[n] Sich-Einfügen in die Ideologie und die Institutionen des NS-Staates“ dienen sollte. Es sei „an der Zeit“, sich mit der Tatsache auseinanderzusetzen, „dass der Großteil der im Dritten Reich und in den Nachkriegsjahren Geborenen ins Leben entlassen wurde mit frühen nationalsozialistischen Prägungen, ohne sich jemals dieser Tatsache und ihrer möglichen Folgen bewusst geworden zu sein.“
Während Chamberlain die Frage untersucht hatte, wie es möglich war, die Ideologie dieser Zeit in die Kinderstuben zu tragen, hat Hans-Peter de Lorent seit den 1980er Jahren zur schulischen Sozialisation geforscht. Schon als Schüler politisch aktiv – „1968 rief ich beispielsweise als Schulsprecher dazu auf, an dem Sternmarsch gegen die Notstandsgesetze nach Bonn teilzunehmen“ –, hatte er als „Redaktionsleiter der Hamburger Lehrerzeitung“ im Jahr 1981 „damit begonnen, eine Serie mit dem Titel ‚Schule unterm Hakenkreuz‘ zu veröffentlichen“. Sie befasste sich bevorzugt mit Lehrern, „die Widerstand leisteten“. 1991 hielt der Erziehungswissenschaftler Reiner Lehberger in einer Rezension des Buches von Lutz van Dijk über die Lehreropposition im NS-Staat fest, dass schon 1936 97 Prozent der Lehrer dem NS-Lehrerbund angehört hätten und 32 Prozent Mitglieder der NSDAP gewesen seien.

„‚An der Verseuchung der Jugend mit nationalsozialistischem Gewaltgeiste tragen die Hauptschuld die von der deutschen Republik bezahlten Lehrer. Die Geschichte wird ein hartes Urteil über sie fällen …‘ – hieß es denn auch bereits im Mai 1933 in einer Exilzeitschrift sozialdemokratischer Lehreremigranten in der Tschechoslowakei.“

Van Dijks differenzierte Betrachtung der zwölf Jahre der NS-Zeit verdeutlicht, so Lehberger, dass in den frühen Jahren „Unmutsäußerungen […] meist mit Verweisen […] geahndet wurden“ während sie „in der Kriegszeit als ‚Wehrkraftzersetzung‘“ galten und „nicht selten mit der Todesstrafe belegt“ wurden.
2016 veröffentlichte de Lorent nach jahrelanger Recherche am Beispiel der Stadt Hamburg ein 800 Seiten starkes Buch über die Profile jener Lehrer, von denen die Kriegs- und Nachkriegskinder in den Schulen Deutschlands unterrichtet wurden. Als vormaliger leitender Oberschulrat konnte er auf frühere Kontakte zurückgreifen, die bei der Recherche sehr hilfreich waren. De Lorent beschrieb anhand von 42 Lehrerprofilen nicht nur allgemein, wie „Nazi-Lehrer nach dem Krieg Karriere machten“, sondern auch am Beispiel eines Hamburger Turnlehrers, wie dieser in der NS-Zeit Synagogen anzündete und nach dem Krieg seine Schüler schlug. Dass Schüler auch in den Nachkriegsjahren lange noch von ihren Lehrern geschlagen wurden, war nicht Ausnahme, sondern die Regel. „Auch im Schulwesen“ sei die sogenannte Entnazifizierung „weitgehend misslungen“, schrieb der Journalist Uwe Bahnsen in seiner Besprechung des Buches von de Lorent.
Weitere Informationen über die Sozialisationsbedingungen von Kindern in der NS-Zeit lassen sich unter anderem zwei Online-Portalen entnehmen. Die Stadt Köln hat außer dem NS-Dokumentationszentrum ihr Jugend-Projekt ins Netz gestellt und macht auf diese Weise das reichhaltig zusammengetragene zeitgeschichtliche Material auch zum Zweiten Weltkrieg einem breiteren Publikum zugänglich. Auf der Seite Jugend in Deutschland 1918–1945 werden die verschiedenen Bemühungen der Einflussnahme auf Kriegskinder – wie beispielsweise in Schulen, Lagern oder der Kinderlandverschickung – zusammengetragen und ihnen ein je eigenes Kapitel gewidmet. Das kollaborativ betriebene Portal Lebendiges Museum Online (LeMO) stellt tausende von Seiten, Abbildungen, Audio- und Videodateien zur Verfügung, nicht nur, aber auch über Krieg und Nachkriegsjahre des Zweiten Weltkrieges. Darunter findet sich beispielsweise das Plakat Jugend dient dem Führer. Für die Nachkriegsjahre ist von einer „Zusammenbruchsgesellschaft“ die Rede, die unter dem Titel Leben in Trümmern dokumentiert wird.
Fälschlich wurde und wird der Begriff der Schwarzen Pädagogik, den die Soziologin Katharina Rutschky im Jahr 1977 mit ihrem gleichnamigen Buch etabliert hatte, immer wieder mit den Erziehungsmethoden der NS-Zeit in Verbindung gebracht, obwohl Rutschky sich im Wesentlichen mit der Zeit zwischen 1748 und 1908 befasst hatte und das für die NS-Erziehungsmethoden prägende Werk Haarers nicht einmal erwähnte.

## Kriegserleben
„Wie hoch mag der Anteil derer sein, die Schlimmes erlebten, und derer, die Glück gehabt hatten“, fragte Bode im Jahr 2009, also vier Jahre nach dem Frankfurter Kongress. Die Experten hätten sich seit diesem Kongress „weitgehend zu der Einschätzung durchgerungen, eine Hälfte habe eine normale Kindheit gehabt und die andere Hälfte nicht.“ Für die letztgenannte Gruppe werde davon ausgegangen, dass 25 Prozent „kurzfristig oder einmalig ein Trauma [erlebten], weitere 25 Prozent waren anhaltenden und mehrfachen traumatisierenden Erfahrungen ausgesetzt.“
Nach Bauer „scheinen viele Kriegskinder selbst bis heute bestrebt zu sein, ihre Kriegserlebnisse zu bagatellisieren und zur Normalität zu erklären“. Darüber ist man sich nahezu einig, in den Medien ebenso wie in Wissenschaft und Forschung. „So war das halt damals“ oder „Das haben doch alle erlebt“ – seien, so Matthias Lohre, „typische Sätze“, mit denen das eigene Erleben regelmäßig verharmlost werde. Ermann nennt es die „Sprachlosigkeit“ der Kriegskinder. Sie habe „ein Gegenstück in dem geringen Interesse“ gefunden, „das die Öffentlichkeit diesem Schicksal entgegenbrachte“.

„Viele Deutsche rechneten das eigene Leid auf gegen das von Juden, Kriegsgefangenen und anderen Opfern der deutschen Barbarei. Wenn überhaupt, dann berichteten die Älteren formelhaft von ihren Erlebnissen: ‚Andere hatten es schlechter als wir.‘“

Ermann verweist in diesem Zusammenhang auf einen „Mythos von der Unverletzlichkeit der Kinder“. Er war mit der „Heldenideologie des Nationalsozialismus“ verknüpft, die „unausgesprochen in der Verarbeitung des zweiten Weltkrieges und der NS-Zeit im Nachkriegsdeutschland mitschwang. ‚Deutsche‘ Kinder werden geboren zur Härte, und diese Kinder sind nicht verletzlich. Wenn sie denn aber geschädigt werden, dann werden sie nicht in ihrem Schmerz und Leid gesehen, sondern in ihrer Tapferkeit, mit der sie die Verletzungen überstehen.“
Die Wirklichkeit war eine andere, wie die Psychoanalytikerin Luise Reddemann 2006 in ihrem Vortrag in Bad Krozingen detailreich berichtete. Und für jedes der Kriegskinder war sie verschieden. Sie brachten je individuelle Voraussetzungen mit und lebten an verschiedenen Orten in Deutschland, die nicht alle in gleicher Weise vom Kriegsgeschehen betroffen waren. Während manche Städte in Schutt und Asche gelegt wurden, blieben andere verschont. Waren Kinder an einem Ort von Hunger betroffen, gab es woanders genug zu essen. Haben die Einen Feuerstürme überlebt, wussten andere nicht, was das ist. Nicht jeder kannte die Nächte im Luftschutzbunker, nicht alle wurden ausgebombt, verschüttet oder verloren ihre körperliche Unversehrtheit. Wem das widerfuhr, hatte andere Bedingungen, wenn er von der Familie umgeben war, als jene, die nach dem Verlust der Angehörigen auf sich allein gestellt waren. Manche Kinder wurden Zeuge einer Vergewaltigung der eigenen Mutter oder Schwester. Und wem die Heimat erhalten blieb, konnte sich die Nöte der Vertriebenen und Geflüchteten nicht vorstellen. Ungezählt die Kinder, denen das Erleben von Todesangst nicht erspart blieb. „So war das halt damals.“ Augen zu und durch – war die Devise.

## Folgen der Kriegskindheit
Nach dem Krieg waren die Kriegskinder mit ihrer wachsenden Einsicht in die schuldhafte Verstrickung der Elterngeneration konfrontiert. Aufkommende Fragen trafen auf Verleugnung oder Reaktionen von Schuld und Scham. Durch die Medien erfuhren sie von den Nürnberger Prozessen und wurden zugleich Zeuge gesellschaftlicher Bemühungen um Wiederherstellung einer Art von Normalität, die allerdings nach der Deutschen Teilung in beiden Hälften des Landes sehr verschieden ausfiel.
Neben dem unmittelbaren Erleben der Kinder wirkten auf sie zusätzlich die Belastungen der Eltern, die sie im Rahmen der Transgenerationalen Weitergabe wortlos an ihre Kinder und Kindeskinder übertrugen.
Neben Bode hält auch Ermann die Kriegskinder für eine „Generation von Unauffälligen“, sie hätten „nur wenige bedeutsame Persönlichkeiten hervorgebracht“. Jenseits eines solchen und üblichen Blickes auf die individuellen Folgen einer Kriegskindheit richten einige Autoren den Blick auch auf die Frage, was es für gesellschaftliche Folgen haben könnte. Einer dieser Autoren ist Lloyd deMause. Als Pionier und einer der wichtigsten Vertreter der – allerdings nicht unumstrittenen – Psychohistorie, spannte er den Bogen vom individuellen Erleben der Kriegskinder zu den kollektiv wirksamen Folgen. In mehreren Veröffentlichungen hat er das „Ausagieren von Kindheits-Traumata in der Politik […] analysiert“ und wagt folgenden Schluss:

„Die Wiederaufführung als Abwehr von dissoziiertem Trauma ist die entscheidende Schwachstelle in der Entwicklung des menschlichen Geistes […] tragisch in […] [ihren] Auswirkungen auf die Gesellschaft, da es bedeutet, dass frühe Traumata auf der historischen Bühne zu Krieg, Herrschaft und selbstdestruktivem Sozialverhalten vergrößert werden.“

Eine Leerstelle in der Literatur über die Kriegskinder bleibt. Denn weder Ermann, noch andere Autoren nehmen Bezug auf die Tatsache, dass die Kriegskindgeneration und die Generation der sogenannten 68er-Bewegung eine gemeinsame Schnittmenge haben. Rudi Dutschke als einer ihrer prominentesten Vertreter war Kriegskind.

## Merkmale der Kriegskinder
So sehr sich unterscheidet, was die Kriegskinder an Voraussetzungen mitgebracht hatten, als der Krieg begann und was sie unter welchen Bedingungen erlebt haben, so verschieden sind sie bei allen Gemeinsamkeiten in jenen Merkmalen, die für sie charakteristisch sind. Das Alter spielt bei der Erlebnisverarbeitung eine bedeutende Rolle. Andrea Bauer fasste die Ergebnisse verschiedener Studien zusammen und kam zu dem Schluss, „dass Kinder zwischen 5 und 9 Jahren die größte Vulnerabilität aufweisen, da sie die Ereignisse bereits sehr bewusst wahrnehmen, aber noch nicht über ausreichende Copingmechanismen verfügen“. Auch würden sich die Kinder „mehr an den direkten Bezugspersonen“ orientieren „als an dem Ereignis selbst“ – und daran, „wie diese ihnen die Ereignisse erklären und für sich selbst bewerten“.
Unterscheiden lassen sich jenseits der bereits beschriebenen Phänomene diverse Eigenarten oder auch Symptome. Allerdings gibt es Teilgruppen der Kriegskinder, über die noch immer „nichts“ bekannt sei, sagte der Psychoanalytiker Hartmut Radebold 2010 in einem Interview und erwähnte beispielhaft „die Kinder, die quer über Europa geschickt worden sind, um sie vor dem Krieg zu bewahren“ oder jene, „die nach dem Krieg in Heime gesteckt worden sind“. Im Jahr 2014 nahm sich der SWR ebenfalls wenig beachteter Facetten der Kriegskindheit mit der Veröffentlichung zweier Dokumentationen an. Am 7. Dezember wurde zunächst unter dem Titel Reise in die heile Welt: Deutsche Kriegskinder in der Schweiz – für die der Begriff Schweizer Kinder geprägt wurde – ein Dokumentarfilm von Ina Held gesendet. Anschließend wurde der Film Fluchtwege – als jüdische Flüchtlinge in die Schweiz wollten von Gerd Böhmer veröffentlicht, den er gemeinsam mit Schülern aus Lörrach gedreht hatte, um „das Thema aufzuarbeiten und generationenübergreifend interessant zu machen“.

### Eigenarten
Ermann spricht mitunter von „Schrullen“, wenn er typische Erlebens- oder Verhaltensweisen von Kriegskindern beschreibt, die nicht Symptomcharakter tragen und die lange Zeit eher als persönliche Marotten angesehen, denn als Folge der Kriegserlebnisse erkannt worden waren.

„Wenn es etwas Auffälliges an uns gibt, dann am ehesten die kleinen Schrullen: Kaum einer von uns kann beherzt einmal Kleidung oder Essen wegwerfen. Bei vielen zeigt der Umgang mit der Zeit bemerkenswerte Relikte von Flucht und Fliegerangriffen: Das Hinauszögern von Abschieden, von Entscheidungen, das Ausnutzen von Zeit bis zur allerletzten Sekunde, die Unentschlossenheit bei Reisen, das Chaos vor der Abreise. Oder merkwürdige, oft unbemerkte kleine Phobien, zum Beispiel beim Hinabsteigen in den U-Bahn-Schacht. Und das Erschrecken über Banales: Das Zusammenzucken bei Aufheulen von Sirenen, beim Vorüberfahren der Feuerwehr. Oder das schleichende Unbehagen, wenn im September über den dunkelblauen Himmel ein einsames Flugzeug fliegt. Ja, überhaupt Stimmungen, die plötzliche Melancholie bei einem bestimmten Licht, die Berührung in weiten Landschaften, die Beklommenheit an manchen Nachmittagen oder an stillen Abenden, bei Gerüchen oder Lauten.“

Daneben wurde eine Reihe von „Auffälligkeiten“ gefunden – ebenfalls unterhalb der Schwelle, die Menschen zum Arzt gehen lässt –, wie „Fremdheitsgefühle“ oder „Beziehungsstörungen“ oder auch ein „Gefühl großer Leere“ und der „Eindruck, nicht das eigene Leben zu leben, irgendwie neben sich zu stehen.“ Eine „frühe Parentifizierung“ wird gelegentlich erwähnt, ebenso wie „drückende Verantwortungsgefühle“. Oft hätten sich die Kriegserlebnisse „als Leerstellen ins Identitätsgefühl eingegraben“, wie Sabine Bode anmerkte. Sie verwies in diesem Zusammenhang auf protektive Faktoren: „Den meisten Kriegskindern gelang es, vor allem auch durch unermüdliches Arbeiten, ihre Schreckenserinnerungen auf Abstand zu halten.“ Auch Luise Reddemann erinnerte in ihrem Vortrag an Faktoren, die schützen: „So wahr es ist, dass Traumata schädigen und Folgen hinterlassen, so wahr ist es auf der anderen Seite, dass Resilienz Menschen davor bewahren kann, lebenslange Schädigungen durch Traumata davonzutragen.“ Diese Faktoren sollten nicht mehr in der Weise ausgeblendet werden, „wie das lange Zeit geschehen ist.“
Radebold, der sich selbst zu den Kriegskindern zählt, erinnerte an „die so genannten ich–syntone[n] Verhaltensweisen der Kriegskinder, die wir alle kennen: sparsam und fleißig sein, funktionieren, planen, organisieren, altruistisch sein, also sich um andere kümmern und nicht um sich“. Daneben hätten sie „nicht gelernt, auf den Körper Rücksicht zu nehmen.“

### Symptome und Erkrankungen
Manche Kriegskinder wurden krank. Einige haben sich davon wieder erholen können, andere nicht und bei wieder anderen traten erste Symptome erst in fortgeschrittenem Alter auf. Kriegskinder sind, so Ermann, „als Erwachsene Menschen, die im Allgemeinen häufiger gefährdet sind, mit seelisch bedingten Störungen zu erkranken als andere.“ Auch wenn die bewusste Erinnerung abhandenkam, gewährleiste das keinen Schutz vor Erkrankung: „Der Körper vergisst nicht“ – titelte der Spiegel 2009 in Anlehnung an eine Bemerkung von Ermann.
Leuzinger-Bohleber berichtete auf dem Frankfurter Kongress 2005 aus einer Langzeitstudie, an der mehrere Wissenschaftler beteiligt waren, dass „unerwartet häufig“ Patienten gefunden wurden, „bei denen der Krieg Folgen hinterlassen hatte: körperliche Langzeitschäden durch Mangelernährung, Probleme mit der Selbstfürsorge, psychosomatische Beschwerden, Einsamkeit, Flucht in Leistung, Empathiestörungen, Identitäts- und Beziehungsstörungen.“

„Ermanns Studie ergab, dass Kriegskinder heute weit häufiger unter psychischen Störungen wie Ängsten, Depressionen und psychosomatischen Beschwerden leiden als der Bevölkerungsdurchschnitt. Rund ein Viertel der von Ermann befragten Kriegskinder zeigte sich stark eingeschränkt in der psychosozialen Lebensqualität, jeder Zehnte war traumatisiert oder hatte deutliche traumatische Beschwerden. ‚Diese Menschen leiden unter wiederkehrenden, sich aufdrängenden Kriegserinnerungen, unter Angstzuständen, Depressionen und psychosomatischen Beschwerden‘, sagt Ermann, besonders häufig tauchten Krämpfe, Herzrasen und chronische Schmerzen auf.“

Neben der Posttraumatischen Belastungsstörung (PTBS), die von vielen Autoren als mögliche Kriegsfolge benannt wird, ergänzte Ermann „verschwiegene Symptome“, die er schon in der Vorbereitung auf sein Forschungsprojekt zusammentragen konnte: „Viele träumen noch immer von Angriff, Fallen, Gewalt, Kampf, Flucht. Andere werden aus dem Schlaf gerissen mit einem uralten Gefühl, für das sie eine ganz persönliche Formel haben: ‚Die Russen kommen.‘ Bei anderen herrschen Depression, geringe Zuversicht, Ängste, Somatisierung oder Konversion. Es sind zum Teil merkwürdige Symptome: Kältegefühle oder wiederkehrendes Fieber, Erregungen und Unruhe oder plötzliche Panik, Erstarrung oder das Gefühl, wie außer sich zu sein. Heute erkennen wir in solchen Symptomen die Spuren von Flucht- und Kampfreaktionen, wiederkehrende Erinnerungen, die sich ihren Weg über den Körper suchen, Erinnerungen an Unfassbares.“ All diese Symptome wurden über Jahrzehnte, noch bevor es ein „Traumakonzept“ gab, traditionell als „hysterische Begehrensneurose“ diagnostiziert oder „auf eine erbliche Vulnerabilität“ zurückgeführt.
Für therapeutische Konsequenzen wandte sich die Psychoanalytikerin Luise Reddemann ein Jahr nach dem Frankfurter Kongress 2005 in ihrem Vortrag an die jüngeren unter ihren Kollegen:

„Zum Schluss möchte ich die Jüngeren unter den ZuhörerInnen bitten: Bitte denken Sie daran, wenn Sie mit Menschen, die in den Jahren zwischen 1930–1945 geboren wurden, arbeiten, dass diese Menschen als Kinder traumatisiert worden sein könnten. Es könnte sein, dass Vieles, was diese Menschen jetzt als Symptomatik an Sie herantragen, seine Wurzeln im Krieg hat. […] Ziehen Sie in Betracht, dass z. B. Schlafstörungen, Gedächtnisstörungen, Somatisierungsstörungen Kriegsfolgen sein können. Altersbedingte Hilflosigkeit, aber auch der ‚Ruhestand‘ und weniger Ablenkungsmöglichkeiten durch den Beruf können die nicht verarbeiteten Traumata wieder näher an die Oberfläche des Bewusstseins holen und zu Symptomen führen. Außerdem leiden viele der Kriegskinder seit eh an diesen Symptomen, sie haben sie nur nicht ernst genommen aufgrund der verinnerlichten Tapferkeit.“

Im Jahr 2015 wurde ihr Buch über Psychotherapie von Kriegskindern und -enkeln veröffentlicht, in dem sie sich ausführlich und mit Fallbeispielen der Frage zugewandt hat, wie die Folgen der Kriegskindheit erkannt und bearbeitet werden können.

### Kriegskinder im Alter
Die Tatsache, dass das Thema ausgerechnet 70 Jahre später „erforscht und diskutiert“ wird, schrieb Ermann unter anderem auch dem Alter der Kriegskinder zu. Es komme zu „neurophysiologischen Prozessen“, die im Alter dafür sorgen würden, dass Erinnerungen, „die lange verschüttet waren“, wieder auftauchen. Darüber hinaus falle altersbedingt „die mentale Abwehr in sich zusammen“ und es breche langsam alles weg, „was jahrzehntelang Halt gegeben habe – die Familie, der Beruf“.
Acht Jahre nach dem ersten fand 2013 der zweite interdisziplinäre Kongress über die Kriegskinder statt, diesmal in Münster. Unter den vielen referierten Themen kam auch das Alter der Kriegskinder zur Sprache. Wenn „jenseits aller Forschung schon die Lebenserfahrung“ lehrt, dass Erinnern das Alter kennzeichnet, bestätigte Insa Fooken dieses Allgemeinwissen noch einmal aus der Perspektive der Entwicklungspsychologie. Es werde „oft erst im Alter das ganze Ausmaß der Folgen sichtbar“.

„Zusammenfassend lässt sich sagen, dass das späte Auftreten oder die Verschlechterung einer bestehenden posttraumatischen Symptomatik im reiferen Lebensalter in verschiedenen Studien belegt wurde. Es besteht jedoch die Gefahr, dass die posttraumatische Symptomatik nicht erkannt und als Altersdepression oder somatische Symptomatik fehlinterpretiert wird.“

Radebold, der neben Ermann über die Kriegskinder geforscht und sich auf die Psychotherapie Älterer spezialisiert hat, fragte, wie es den Kriegskindern gehen werde, „wenn sie noch älter und dann pflege- oder hilfsbedürftig werden und damit ihre lebenslang verteidigte Selbständigkeit aufgeben“ müssten. Er mahnte für „Berufsgruppen, die im psychosozialen Bereich und im Altersbereich tätig sind“, dringend „Vermittlung zeitgeschichtlichen Wissens“ an.

„Nehmen Sie z. B. die Alten- und Pflegeheime. Dort erleben Sie immer wieder folgende Situation: Eine alte Frau liegt dort in ihrem Zimmer, wird nachts von zwei jungen Männern gepflegt – Intimpflege, nasse Schlüpfer usw. Die Frau beißt und schreit und tritt um sich und erlebt wieder eine Vergewaltigung.“

Die ARD zeigte 2013 eine Dokumentation von Dorothe Dörholt über Kriegskinder im Alter. Thilo Wydra titelte im Tagesspiegel aus diesem Anlass: „Unvergessen, unverarbeitet: Die Angst im Kopf“. Phönix brachte 2015 eine Wiederholung und zentrierte auf die Wiederkehr traumatisierenden Erlebens im Alter: „Ein Drittel der deutschen Rentner wurde im Krieg schwer traumatisiert. Viele von ihnen sind den im Alter wieder auftauchenden Bildern und Kriegserinnerungen hilflos ausgeliefert.“ Kriegstraumata und ängstigende Erinnerungen werden in den Altenheimen inzwischen thematisiert. „Historisches Wissen“ sei vonnöten und die „alten Menschen nicht alleinlassen“ – so das Credo eines Altenpflegers. Eine Online-Plattform, die sich an „betroffene ältere Menschen, an ihre An- und Zugehörigen, an Fachkräfte und an Institutionen“ wendet, hat sich unter dem Namen Alter und Trauma – Unerhörtem Raum geben der Traumata alter Menschen im Allgemeinen und der inzwischen alt gewordenen Kriegskinder des Zweiten Weltkrieges im Besonderen angenommen – in der Erkenntnis, dass Zeit eben doch nicht alle Wunden heilt. Das Angebot fußt auf dem Projekt Alte Menschen und Traumata – Verständnis, Erprobung und Multiplikation von Interventions- und Fortbildungsmöglichkeiten, das, gefördert vom Ministerium für Gesundheit, Emanzipation, Pflege und Alter des Landes Nordrhein-Westfalen zwischen 2013 und 2016 durchgeführt wurde.
„Den Verdrängungsprozess, der ein Leben lang funktionierte, könnten sterbende Menschen nicht mehr aufrechterhalten“, hieß es im Januar 2016 im Deutschlandfunk anlässlich einer Sendung über die „Opfer politischer Verfolgung in der sowjetischen Besatzungszone und in der DDR“. In Altenheimen kämen viele alte Menschen nicht zur Ruhe, so Anne Drescher, damalige Landesbeauftragte für die Unterlagen des Staatssicherheitsdienstes der ehemaligen DDR in Mecklenburg-Vorpommern.

## Kinder von Kriegskindern
Auch in den Generationen, die den Kriegskindern nachfolgen, sind die Schatten der Vergangenheit noch spürbar. Manche der Nachfahren nennen sich inzwischen selbst Kriegsenkel, denn sie haben längst gemerkt, dass irgendetwas auf ihnen lastet, obwohl sie behütet und in Wohlstand aufgewachsen sind. Es sei höchste Zeit, so Matthias Lohre, dass die Generationen der Kriegskinder und Kriegsenkel „über die Erfahrungen von Not, Tod und Hilflosigkeit ins Gespräch kommen“, da unterdessen auch die Kriegskinder nach und nach stürben. „Dabei wirkten die Deutschen, die den Zweiten Weltkrieg als Kind überlebten, schier unverwüstlich.“
Harald Welzer legte gemeinsam mit seinen Mitarbeiterinnen 2002 unter dem Titel »Opa war kein Nazi« Nationalsozialismus und Holocaust im Familiengedächtnis die Ergebnisse einer qualitativen Mehrgenerationenstudie vor, deren Ergebnisse er in der Zeitschrift WerkstattGeschichte vorab zusammenfasste.
Im Jahr 2017 meldeten sich zwei Kriegsenkel zu Wort, die das Gespräch mit Vertretern der vorausgehenden Generation gesucht hatten. Der Hatje Cantz Verlag gab ein zweisprachiges Buch heraus, mit dem die Porträtfotografin Frederike Helwig und die Journalistin Anne Waak das Ergebnis ihres gemeinsamen Projektes vorlegten. Veranlasst war es durch aufkommende Fragen: „Was haben meine Eltern erlebt, als sie so alt waren wie mein Sohn heute? Was hat sie zu denen gemacht, die sie heute sind?“ Im Februar 2018 wurde eine Ausstellung zum Buch und seiner Entstehungsgeschichte in Berlin-Kreuzberg eröffnet, die Gelegenheit gab, mit den Autorinnen und einigen der von ihnen porträtierten Zeitzeugen ins Gespräch zu kommen.

## Vereine – Gruppen – Webseiten
Je mehr das Thema Kriegskinder publik wurde, desto mehr sind an verschiedenen Orten der Bundesrepublik Vereine gegründet worden, die sich dieses Themas annehmen. Einige haben sich inzwischen wieder aufgelöst, andere sind hinzugekommen. Eine Präsenz im Internet haben inzwischen wohl alle, doch nicht hinter jeder Internetpräsenz steht ein Verein. Einige der Angebote haben den Charakter von Selbsthilfegruppen, möchten unterstützen, Kontakte fördern oder Gesprächskreise organisieren. Manche wenden sich ausschließlich an Kriegskinder oder Kriegsenkel, andere richten ihr Angebot an beide Gruppen. Allerdings werden hier bereits die Jahrgänge ab 1950 zu den Kriegsenkeln gerechnet, obwohl viele von ihnen Geschwister der Kriegskinder sind und nicht der nachfolgenden Generation angehören. Andere Vereine haben sich in erster Linie der Unterstützung einer wissenschaftlichen Aufarbeitung verschrieben.

## Dokumentarfilme
- 2006: Kriegskinder erinnern sich. Ein Film von Tina Soliman im Auftrag des WDR
- 2012: Kriegskinder. Zeitzeugeninterviews auf YouTube. Mit Gisela May, Wolf Biermann, Peter Sodann, Hans Teuscher. Im Auftrag des Anne Frank Zentrums
- 2012: Vater blieb im Krieg. Kindheit ohne Vater nach dem Zweiten Weltkrieg. Regie: Gabriele Trost
- 2013: Wir Kriegskinder. Wie die Angst in uns weiterlebt. Ein Film von Dorothe Dörholt
- 2014: Reise in die heile Welt: Deutsche Kriegskinder in der Schweiz. Ein Film von Ina Held
- 2014: Fluchtwege – als jüdische Flüchtlinge in die Schweiz wollten. Ein Film von Gerd Böhmer
- 2015: Hitlers betrogene Generation. Kriegskinder in Bayern. Teil 1. Ein Film von Peter Prestel und Rudolf Sporrer
- 2015: Hitlers betrogene Generation. Kriegskinder in Bayern. Teil 2. Ein Film von Peter Prestel und Rudolf Sporrer
- 2020: Kinder des Krieges. Deutschland 1945. Gezeigt in: Das Erste Programm des Fernsehens, 4. Mai 2020, 20:15–21:45. Deutschland 2020.

## Zeitzeugen
Als in Deutschland prominentes Kriegskind und Zeitzeuge widmete Wolf Biermann in seiner 2016 erschienenen Autobiografie – Warte nicht auf bessre Zeiten! – ein gesondertes Kapitel seinen Erinnerungen an die Hamburger Bombennächte im Jahr 1943, die unter dem militärischen Codenamen Operation Gomorrha erfolgten.
Ina Rommee, Medienkünstlerin und Meisterschülerin von Anna Anders, widmet sich gemeinsam mit dem Fotografen Stefan Krauss seit 2017 unter dem Titel Kriegskinder der Dokumentation der Erinnerungen von Kriegskindern im Sinne von Oral-History-Filmaufnahmen. Drei Jahre lang hatten sie sich mit Zeitzeugen getroffen und die dabei entstandenen Interviews aufgezeichnet. Technisch war das Projekt als Mehrkanal-Videoinstallation in HD konzipiert. Neben der Dokumentation zu Forschungszwecken gestaltet Ina Rommee aus den Aufnahmen Videoinstallationen, die im Rahmen von Ausstellungsprojekten ehemalige Berliner Kriegskinder mit ihrem Erleben im Zweiten Weltkrieg zu Wort kommen lassen (2017 Volksbühne PLAY!, 2018 Alte Feuerwache Friedrichshain, 2020 Museum Neukölln).
Die Journalistin Barbara Halstenberg befragte einhundert Zeugen des Zweiten Weltkriegs nach ihren Erinnerungen. Sie habe „erschütternde Antworten“ bekommen – „von allgegenwärtiger Angst, die sie als Kinder hatten, von Todesnähe, Flucht, Vergewaltigung, fehlenden Vätern und Hunger“.

„Die Menschen, die heute über 80 Jahre alt sind, können sich zum Teil sehr intensiv daran erinnern, wie es war, bei Fliegeralarm zu Bunker zu rennen, sein Zuhause zu verlieren, Verzweiflung und Trümmer zu erleben. Es ist eine traumatisierte Generation. Das alles hat man in den Zeiten des Wiederaufbaus nach dem Krieg kaum zur Kenntnis genommen.“

Halstenberg veröffentlichte im August 2021 ihr Buch mit dem Untertitel Die letzten Kriegskinder erzählen. Das Nachrichtenmagazin Der Spiegel veröffentlichte einen leicht gekürzten Auszug aus dem Buch. Im Mai 2022 lädt die Berliner Urania Halstenberg und vier Zeitzeugen – zwei Frauen und zwei Männer – ein, um unter der Moderation von Felix Bohr über ihre Erfahrungen zu berichten.